# 多什
多什（法語：Dosches，法語發音：[dɔʃ]）是法国奥布省的一个市镇，属于特鲁瓦区。

## 地理
多什（48°19'15"N, 4°15'0"E）面积20.64 平方千米，位于法国大東部大區奥布省，该省份为法国中北部省份，北起马恩省，西接塞纳-马恩省，西南至约讷省，东南至科多尔省，东临上马恩省。
与多什接壤的市镇（或旧市镇、城区）包括：热罗多、洛布雷塞勒、巴尔斯河畔吕西尼、梅尼勒塞利耶尔、鲁伊-萨塞。

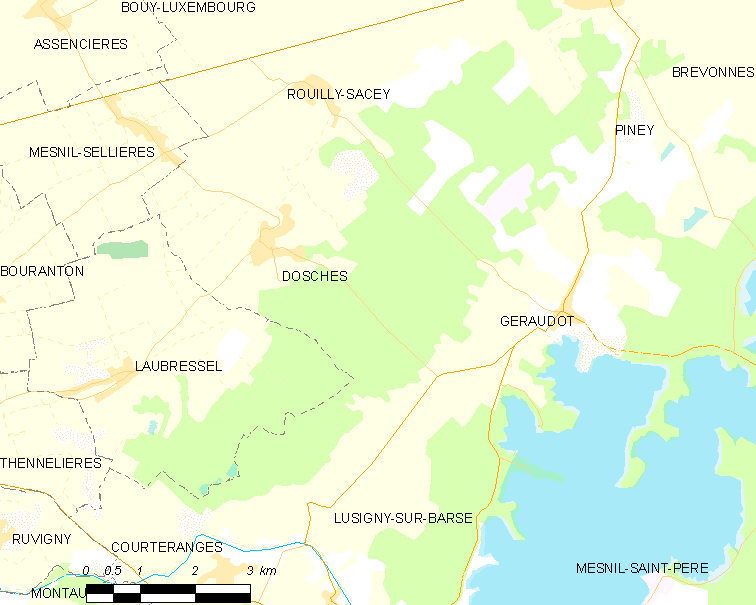
多什的OSM定位图

多什的时区为UTC+01:00、UTC+02:00（夏令时）。

## 行政
多什的邮政编码为10220，INSEE市镇编码为10129。

## 政治
多什所属的省级选区为布列讷堡县。

## 人口

1962-2008年间多什人口变化图示

多什于2022年1月1日时的人口数量为312人。